# Receptor acoplado a proteínas G 18
El Receptor acoplado a proteínas G 18 o GPR18 (RPG18) es un receptor cannabinoide que, junto al GPR55 y el GPR119, forma parte del subtipo de receptores cannabinoides huérfanos. Tiene implicaciones en la vasodilatación y la presión sanguínea, pero no implicaciones en los efectos psicoactivos del cannabis. Su ligando principal es la  2-araquidonil-glicina.

## Ligandos
1. 2-araquidonilglicerol
2. Cannabidiol anormal
3. Δ9-Tetrahidrocannabinol
4. Anandamida
5. Araquidonilciclopropilamida

## Funciones
La actividad de este receptor está mediada por las proteínas G que inhiben la adenilil ciclasa, lo cual contribuye a la regulación del sistema inmune y por tanto a efectos como la vasodilatación. Este receptor se encuentra en la membrana celular. 
Las funciones ontológicas se pueden resumir en:
- Función molecular en relación con la actividad de los receptores acoplados a proteínas G
- Funciones de regulación de la vía de señalización de los receptores acoplados a proteínas G
- Funciones en la membrana plasmática

## Localización
- Nódulos linfáticos
- Linfa
- Médula ósea
- Testículos
- Tráquea
- Glándula mamaria
- Músculo
- Otros (vascular, mixto, etc.)